# Pseudomechoris aethiops
Pseudomechoris aethiops là một loài bọ cánh cứng trong họ Rhynchitidae. Loài này được Bach miêu tả khoa học năm 1854.